# استر موهاری
استر موهاری (مجاری: Eszter Muhari؛ زادهٔ ۳۰ سپتامبر ۲۰۰۲) شمشیرباز زن اهل مجارستان است.